# James Mackintosh
Sir James Mackintosh (Aldourie, Inverness mellett, 1765. október 24. – London, 1832. május 30.) skót politikus és szónok.

## Élete
Orvosnak készült, de amellett irodalmi és történeti tanulmányokat folytatott. Első munkájából: Vindiciae galliace, or defence of the French revolution (London, 1891), csakhamar francia fordítás készült, mire azután a nemzetgyűlés a francia polgárjogot adományozta neki. Utóbb azonban Mackintosh csakúgy mint Burke, ellentétes lábra helyezkedett az anarchia lejtőjére került forradalommal. Mackintosh mint meglett férfi, a jogtudományra adta magát és előbb ügyvéd, majd 1795-ben a jog és a politika tanára lett Hertfordban. 1803-ban Bombayba ment, mint a törvényszék elnöke. 1811-ben visszatért Angliába és 1818-ban Yorkshire-ben a parlamentbe választották. Itt csakhamar kitűnő szónok hírére emelkedett és nevezetesen a fenyítő törvények enyhítése, a vallási türelem, a rabszolga-kereskedés elnyomása, Görögország függetlensége és a reformbill kérdésében mondott hatalmas beszédeket. Az edinburgh-i egyetem két ízben rektorrá választotta, 1827-ben titkos tanácsossá tették, 1830-ban pedig a Kelet-India igazgatásával megbízott tanácsnak lett tagja. Munkái közül nevezetesebbek: Dissertation on the progress of ethical philosophy (London, 1830, 4. kiad. 1872); továbbá History of England (uo. 1830, 3 kötet és újabban más nyelvekre is lefordították). Hagyatékában találták a History of revolution in England című befejezetlen munkát (megjelent 1834-ben, ezt Macaulay méltatta egyik esszéjében). Emlékiratait (Memoirs) fia adta ki (London, 1835), vegyes munkái és beszédei (Miscellaneous works) 1849-ben jelentek meg 3 kötetben.